# Енганаево (Чердаклинский район)
Енганаево — село в Чердаклинском районе Ульяновской области. Входит в Чердаклинское городское поселение. Находится на берегу реки Урень, на 9 км севернее районного центра.

## История

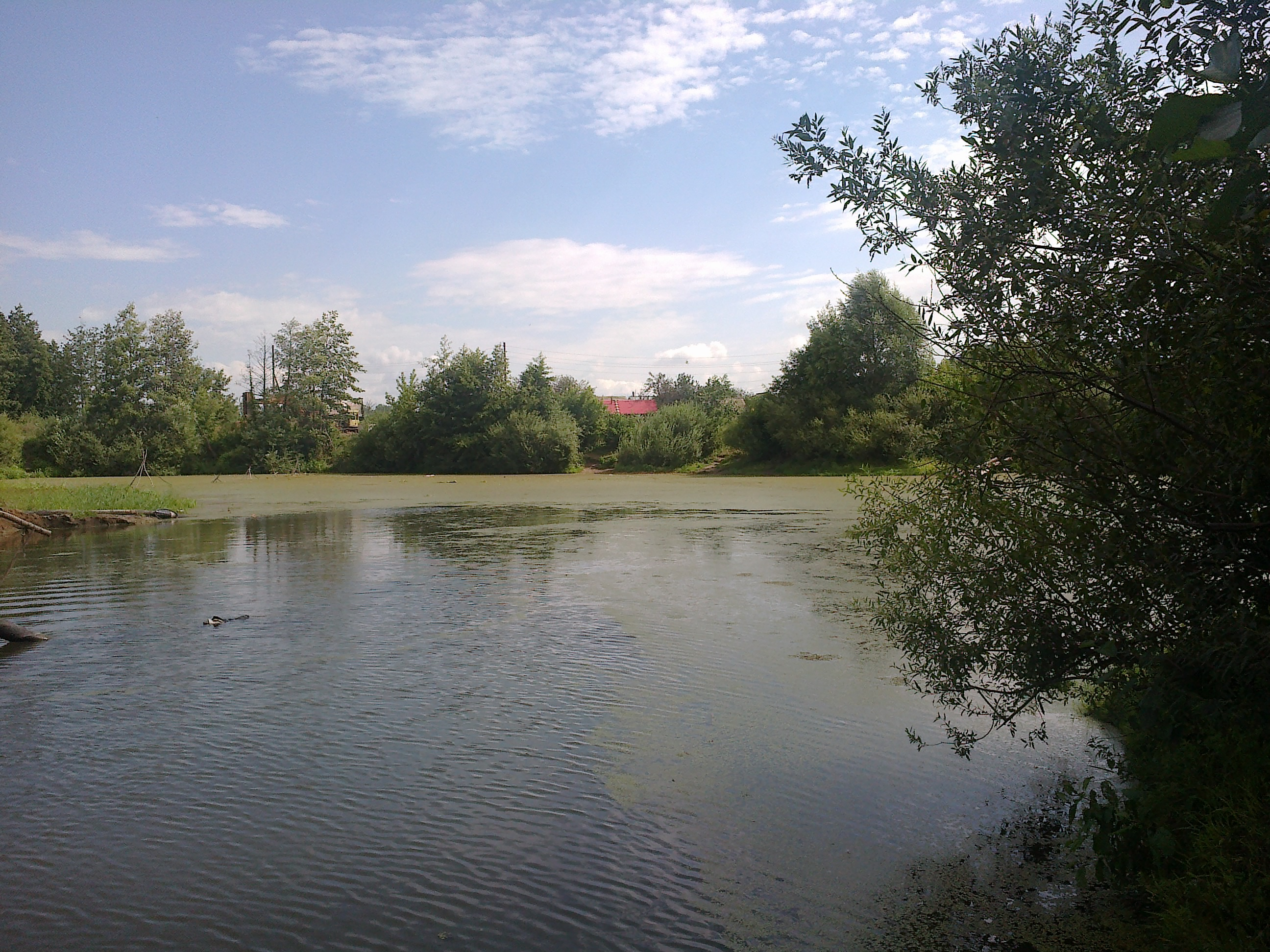
Озеро у Енганаево.

Посёлок был основан в 1661 году служилым татарином Янганаем Кадышевым из Синбирского уезда, который выхлопотал пахотные земли с покосами, за что обязался нести государству службу по Казанскому уезду. Всего в образованной деревне поселилось 32 двора. Село было названо в его честь — Янганаево.
В 1780 году, при создании Симбирского наместничества, деревня Яндудина Янгаево тож, служилых и крещёных татар, вошла в состав Ставропольского уезда.
На карте 1816 года деревня записана как Янтудина Янганаева [Карта 1816 г.]
По данным 1859 года, в удельной деревне Енганаево, 96 дворов и 1061 житель, имелась мечеть.
В 1883 году в селе насчитывалось 312 хозяйств и 1612 жителей.
По данным 1897 года в Енганаево (Ентундино) 381 двор и 2025 жителей. В деревне 2 мечети, 2 магометанские школы, 2 ветряные мельницы, крупообдирка.
В 1910 году в посёлке было 471 дворов, 3 мечети, 2 ветряные и одна водяная мельницы.
А наибольшей численности деревня достигает в 1930 году, когда здесь было 644 двора и 2895 жителей.
В течение 1987-1990 гг. в селе была открыта новая мечеть.
В 1996 году в деревне числилось 1061 житель.
В селе есть школа, библиотека, клуб, мечеть, медпункт, а также сельскохозяйственный кооператив «Енганаевский».

## Население
| Год  | Численность | Численность |
| ---- | ----------- | ----------- |
| 1859 | 1061        | [ 6 ]       |
| 1889 | 1684        | [ 7 ]       |
| 1897 | 2005        | [ 8 ]       |
| 1910 | 2627        | [ 9 ]       |
| 1996 | 1042        |             |
| 2010 | 1015        | [ 1 ]       |

## Известные уроженцы
- Гарифулина, Нурдида Кияметдиновна — Герой Социалистического Труда[10].

## Религия
Мечети
- Мечеть

## Достопримечательности
- Урочище Орешник — памятник природы, занесён в соответствующий кадастр. как ООПТ Ульяновской области.